# Hemicordulia mumfordi
Hemicordulia mumfordi là loài chuồn chuồn trong họ Corduliidae. Loài này được Needham mô tả khoa học đầu tiên năm 1933.